# Hugo von Eickstedt
Hugo Freiherr von Eickstedt (* 21. Mai 1832 in Silberkopf, Landkreis Ratibor; † 11. Februar 1897 in Gieraltowitz) war ein schlesischer Rittergutsbesitzer.

## Leben
Hugo von Eickstedt wurde als Sohn des preußischen Majors und Besitzers des Rittergutes Silberkopf Hugo Julius von Eickstedt und der Antonie geb. Freiin von Wittorff geboren. Nach dem Besuch des Gymnasiums in Liegnitz und Breslau studierte er an der Rheinischen Friedrich-Wilhelms-Universität Bonn und der Schlesischen Friedrich-Wilhelms-Universität Breslau Rechtswissenschaft. 1853 wurde er Mitglied des Corps Borussia Bonn.
Als Regierungsreferendar a. D. wurde er Besitzer des Ritterguts Gieraltowitz bei Cosel. Von Eickstedt war Erbkämmerer von Pommern. 1883 wurde er in den preußischen Freiherrenstand erhoben. Er war mit Ida Nadjeschda Krohn verheiratet.